# Glycopyrronium
Glycopyrronium is een anticholinerg geneesmiddel. Het is bekend in de vormen glycopyrroniumbromide en glycopyrrolate, en onder de merknamen Robinul en Avert.
Glycopyrronium wordt onder anderen gebruikt om lichaamsvloeistoffen tijdens operaties terug te dringen, als behandeling tegen hyperhidrose (overmatig zweten), als actieve stof in de luchtwegverwijder Seebri Breezhaler voor COPD- en astma-patiënten, tegen speekselvloed (hypersalivatie) en tegen prikkelbaredarmsyndroom.
Tegen overmatig zweten is in Nederland de Axhidrox 8 mg/g, crème geregistreerd.